# Lido di Ostia Ponente

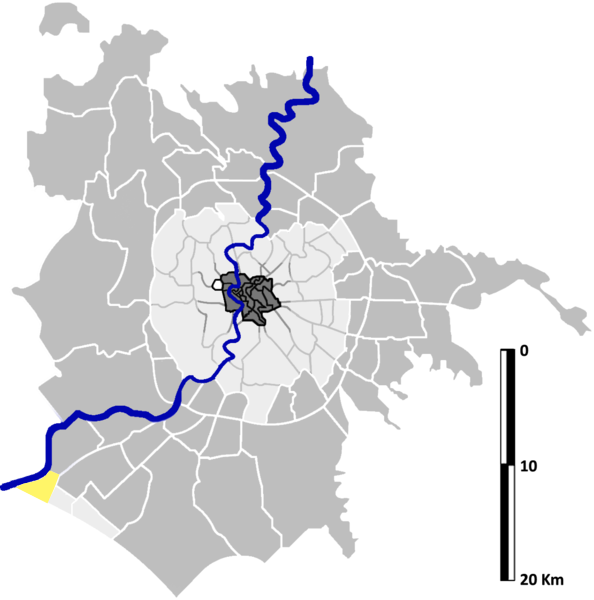
Quartiere Lido di Ostia Ponente

Lido di Ostia Ponente é o trigésimo-terceiro quartiere de Roma e normalmente indicado como Q. XXXIII. Seu nome é uma referência à fração de Óstia da região metropolitana de Roma Capitale. A palavra italiana "lido" significa "praia".

## Geografia
O quartiere Lido di Ostia Ponente fica no litoral do mar Tirreno e está completamente separado do centro da cidade de Roma. Suas fronteiras são:
- a noroeste está a comuna de Fiumicino (antiga zona urbana Z. XXXVI Isola Sacra), separada pelo rio Tibre, da foz até a Ponte di Tor Boacciana.
- a nordeste está a zona urbana Z. XXXV Ostia Antica, separada pela Via di Tor Boacciana e pela Via Guido Calza, da Ponte di Tor Boacciana até a Via Ostiense.
- a leste está a zona urbana Z. XXXIV Casal Palocco, separada pela Via Ostiense, da Via Guido Calza até a altura da Via Capo dell'Argentiera, e o quartiere Q. XXXIV Lido di Ostia Levante, separado pela Via Ostiense, da Viale Capitan Consalvo e da Viale della Marina até a Piazza dei Ravennati ("Rotonda").
- a sudoeste está o mar Tirreno, da Piazza dei Ravennati até a foz do Tibre.

## História
Lido de Ostia Ponente foi instituído oficialmente em 13 de setembro de 1961 a partir de uma subdivisão do Lido di Ostia (criado em 1940 e antes chamado de "Lido di Roma"), mas já existia desde maio de 1933.

## Vias e monumentos
- Ponte Tor Boacciana (Ponte della Scafa)
- Riserva Naturale Litorale Romano‎
- Via Ostiense
- Tor Boacciana
- Tor San Michele[1]

## Edifícios

### Outros edifícios
- Centro Habitat Mediterraneo
- Ex Meccanica Romana[2]
- Idroscalo Lido di Roma
- Palazzo delle Poste[3][4]
- Scuola Fratelli Garrone

### Igrejas
- Santa Monica
- Nostra Signora di Bonaria
- Cappella della Colonia marina Vittorio Emanuele III